# گرابوتس
گرابوتس (به مجاری:  Grábóc) یک شهرداری در مجارستان است که در ناحیه بونیهاد واقع شده‌است. گرابوتس ۱۳٫۷۳ کیلومتر مربع مساحت و ۱۷۴ نفر جمعیت دارد.